# 破れ奉行
『破れ奉行』（やぶれぶぎょう）は、1977年4月5日から12月27日まで、毎週火曜午後9時からテレビ朝日系列で放送された全39話のテレビ時代劇。本作と同じく萬屋錦之介主演の『破れ傘刀舟悪人狩り』『破れ新九郎』とあわせて「破れシリーズ」と呼ばれることもある。

## 概要
舞台は江戸時代、正徳期。老中・稲葉越中守（藤井貢）の要請で深川奉行に就任した速水右近（萬屋錦之介）の活躍を描く。
全39話のうち3分の1近くに当たる11話分、特に第1話や最終話など主要なエピソードの多くは、後に小説家・隆慶一郎として世に知られることとなる池田一朗が脚本を執筆している。なお、彼の脚本執筆と萬屋錦之介主演、奉行の立場にある人物が自ら悪党を一網打尽に成敗するという要素は日本テレビ系列で1975年に放映された『長崎犯科帳』とも少なからぬ共通項がある。
放送期間は約9カ月間であるが、作中第16話から第36話の間に１年が経過している描写があり、右近の深川奉行着任から離任までの期間は概ね2年程度と思われる。

## あらすじ
江戸城から見て隅田川を越えた東側一帯に当たる本所・深川の街は、万治2（1659）年の両国橋開通を機に江戸の下町として急速に発展したが、「江戸御府外地」と呼ばれ南北町奉行所の支配地ではなかった。街には諸国から多くの出稼ぎ人たちが集まり賑わいを見せたが、町奉行の力が及ばぬのをいいことに悪党や兇状持ち（前科者）も流入しさまざまな犯罪の巣窟となり、さながら“江戸番外地”の様相を呈していた。幕府は町奉行所に代わるものとして「深川奉行所」を設置し治安維持に努めるも、少人数の同心だけで彼ら悪人たちを一掃することは到底できなかった。
老中・稲葉越中守によって任地の陸奥国より江戸へ呼び戻された速水右近は、その稲葉を通じて将軍より“葵の御紋”付きの将軍家拝領刀を下賜され、深川奉行に就任する。これは「殺し千両、押し込み五百、抜け荷三百、盗人百両」「江戸の掃き溜め」と右近が形容する程の無法地帯と化した深川において、法の網を潜り抜ける猛悪を「拝領刀を汚す者」、すなわち将軍家の権威を汚す者として許さず斬り捨て断罪できるだけの強力な権限と使命が将軍から直々に与えられたことを暗示している。
毎回冒頭、深川で抜け荷、殺人、謀略などの事件が起き、右近の指揮下で捜査が始まる。しかし、程なく諸悪の根源が将軍家および大奥内部、各地の大名家、幕府要職者といった筋と親密な関係にあるなど、深川奉行の権限では手出しができない立場の人物であることが判明する。彼らに忖度した幕府上層部からの政治的圧力も加わる中、血気にはやる奉行所の同心たちを抑えつつ密かに捜査を進めてゆくが、その間にも関係者や目撃者の口封じといった悪事がさらに進められ、新たな犠牲者が発生してしまう。
犯罪の確証が固まると右近は稲葉の元へ報告に出向く。しかし、老中たる稲葉をもってしても表立って処罰できないような立場の人物が相手であり、直接的な指示や承認はできない。そこでまずは「ならんならん」と右近を制し、断罪できない“大人の事情”を吐露する。その後に右近が反論し、互いに肚の内を隠しながらのやりとりを経て、最終的には稲葉が「わしは知らん」「この件は忘れろ」など断罪を容認する間接的示唆に至るまでの掛け合いが見所の一つとなっている。また、この場面では最後に右近から「○○様は近頃心の臓（心臓）が悪く、いつ頓死するか分からぬ状態とか」「近頃、○○様のお屋敷の周りで疫病が流行っているとか」などと標的の人物が近々“急死”することを示唆したり、逆に稲葉があからさまに「わしはむしろ、問答無用で叩き斬った方が……おっと口が滑った、老中職ともあろうものが」「（標的が）急病で出仕できずとなれば天下は丸く収まる、それで良い」などと踏み込んだ発言をしたり、標的の居場所を教えるなどして断罪を積極的に後押しすることもある。
いずれにせよ、このやり取りの後、右近は頭巾と下がパンタロンっぽい袴に革靴、長上着、拝領刀を身に着け銛を片手に鯨船に乗りこみ、単身で諸悪の根源である人物の屋敷に夜襲を仕掛ける（第10話、第23話では鯨船ごと屋敷に突入させ破壊に及んだ）。まずは最初の一太刀を襲ってきた悪人の部下に浴びせてから、彼らの前で頭巾の口元部分を取り正体を明かす。ここで悪人の中の幕府関係者が、自らの身分・地位が深川奉行より遙かに上位であることを誇示するなどで虚勢を張ったりもするが、すぐさま拝領刀を抜き葵の御紋を「頭が高い！」と彼らにかざし「天に代わって破れ奉行、てめえらぁ斬る！」と叫び、大立ち回りが繰り広げられ悪党を一網打尽に斬り捨てる。また、出陣時に持っていた銛も奇襲や立ち回り中に敵を刺すために使う事が多い。全員を斬り捨てたところで懐から和紙の束を取り出し拝領刀に付いた血を拭い、天に向かって放り投げたその紙がひらひらと舞い落ちてきたところで刀を納めるが定型である。上述のように右近が悪人の“急死”を稲葉に示唆していた場合、立ち回りの落着後に「○○は心臓発作による頓死と発表された」など、表向きには別の形でその死が処理された旨を示すナレーションが入ることもある。
シリーズ終盤になると右近自身や深川奉行所、時に稲葉も悪人からの標的にされるなど、戦いは苛烈さを増してゆく。また最終話近く（第38話）では事情を知らない堅物の新任目付が、深川界隈で幕府重職やその家来・出入り商人などがわずか一年弱の間に百人以上も謎の不審死を遂げている事態を問題視。職務怠慢として右近を解任するよう稲葉に談判し、さらに「鯨船に乗ってやってくる正体不明の大量殺人鬼（つまり右近）」を自ら突き止めようと一波乱起こすという、勧善懲悪のチャンバラ時代劇シリーズにおけるお約束が往々に抱える矛盾点そのものを題材としたストーリーも作られている。
最終回（第39話）では遂に成敗の対象が現職の老中と若年寄にまで及び、稲葉も「これ以上は庇い切れん」と右近に対し、深川の治安維持は今後江戸町奉行所の管轄となり深川奉行所が廃止されることと、上方・堺奉行所への異動を言い渡す（左遷ではなく出世）。堺へはおとよが同行し、おきたも遅れて堺へ向かうこととなる。また、右近の出立直前に皆川久蔵と多門伝九郎、さらには兵六や権助までもが同心や岡引を辞め同行すると宣言。困惑する右近に対し、堺奉行所には同心職の「空き」が人数分あることを事前に調べていると久蔵が告げると「おめぇ達、はめやがったな俺を！」と苦笑して大団円となる。

## キャスト

### 深川奉行所
速水右近：萬屋錦之介
稲葉越中守の命で深川奉行に赴任。冷静沈着ながら、江戸っ子口調で下々の者とも気さくに付き合い人望も厚い。居合を中心に各流派の剣術を取り入れ、独特の剣術に高めている剣の達人でもある。幕閣をも舌を巻く数々の破天荒な発想で事態を解決へと導く。遊び好きで、内縁関係である おきた の料理旅館「難波屋」に、時あるごとに入り浸り、酒を飲んでいることが多く、乳母である おとよ によく叱られている。子供の頃から、気持ちが落ち着くと（深川奉行である現在では、何らかの事件が落着すると）、串団子（御手洗団子）を食べる癖がある。
本田敬三郎：千昌夫
同心。一定の常識がある半面、欲の皮が突っ張りぎみで小遣い稼ぎのつもりが相手の罠にかかり十手を奪われ進退が問われたり（第2話）、手を抜きがちなのんびり屋でもある。奉行所内では手酌で酒を飲んでいることが多い。第17話以降、直情径行な多門が同僚に加わってからは何かと対立する。第26話を最後に出演はなくなり、以降は他の登場人物の台詞で存在が語られるのみだった（最終回はライブフィルムで登場）。
石川隼人：島英津夫（第16話まで）
同心。新兵衛の息子に当たるが、父親と違って若さゆえか正義感は強く、右近の着任時には「親父の言うことなんか聞くな、思い通りにどんどんやれ！」と発破を掛けられる。第16話で新兵衛に反対されながらも、提灯職人の娘の お夏 と付き合い始めるが、とある事件に巻き込まれ、目付・岩下らの陰謀によって彼女ともども命を落とす。
皆川久蔵：下塚誠
同心。エリート意識が強いためか何かにつけ「北町奉行所では……」と言い出し、前任地であった北町奉行所での仕事を引き合いに出す癖がある。そのためか、右近の赴任時には開口一番「愚痴る前に身体を張れ！」と一喝されることになったが、地味ながら実直かつ確実な仕事振りは皆からの信頼も厚い。
石川新兵衛：藤原釜足（第16話まで）
筆頭同心。年の功をもって奉行所の面々を束ねるが、自身に当たり障りのない事を信条としており積極的には働かず、奉行所内では専ら紙縒作りの内職に勤しんでいる。だが、その後は紀州藩邸へ踏み込まんとする右近に「必要なら同心一同で藩邸に切り込む覚悟」と進言する（第6話）など、正義感に目覚めた様子も見られる。息子は同じ深川奉行所同心の石川隼人。第16話では隼人からの忠告を適当にあしらった結果、彼が事件に巻き込まれ殺害されてしまったことを悔いて同心を辞し出家。遍路の旅に出るが、後に隼人の命日のため一時深川に帰ってきた際（第36話）、折からの騒動を察して自ら老中稲葉の影武者を買って出た。役目を見事に果たした後、右近から同心への復職を打診されるもこれを固辞。再び遍路へと旅立った。
多門伝九郎：ジェリー藤尾（第17話から）
石川新兵衛の後任として北町奉行所から左遷同然に赴任してきた筆頭同心、年齢は33歳。正義感ゆえ血気にはやり、右近に諌められることも多い。「喧嘩に置いては免許皆伝」を自負する喧嘩自慢で無茶な行動が目立ち、赴任当初は往来の両国橋で左遷の怒りから罵声を浴びせ軽犯罪に及んだり、右近との初対面時に殴りかかるだけでなく刃まで向ける、単身で賭場に踏み込み袖の下を強要する、奉行所で黙秘を貫く悪人の下っ端に対して牢屋で半殺し状態にするなどやりたい放題であった。これらの行動は北町奉行所時代から問題視されており、皆川曰く「北町（奉行所）もひどいことをする」「悪人の方が可哀想」と漏らしたほど。のんびりペースの本田とはしばしば対立する。大福餅を一度に10個近く平らげるほどの甘物好き。

### 難波屋
おきた：大谷直子
料理旅館「難波屋」の女主人で、右近とは内縁関係。右近からの依頼で多少の情報収集活動を行うほか、深川界隈を取り仕切る大親分・嶋屋宇兵衛の娘なので裏の世界とも接点があり、その伝手を使い右近のために土蔵破りや火薬職人・潜水夫といった特殊技能者を内密に手配することもある。右腕に蜘蛛の刺青がある（以前に父親の元で仕事をしていた男に惚れ、その男に刺青を彫ってもらった）。幼い頃に生き別れた双子の姉が居た（第34話）。
兵六：ポール牧・権助：関武志（ラッキー7）
深川奉行所に親しく出入りしていた下働き。第16話にて深川奉行所の同心4名が一気に半減した際、彼らを補完すべく右近から岡引を命じられた。ただし、2人で一人前ということで「十手」は一つしか与えられず、何かと揉めつつ取り合いながら仕事をしている。
お絹：喜多岡照代
女中。おきたからは「お絹ちゃん」と呼ばれている。兵六・権助と親しい。

### その他
稲葉越中守：藤井貢
右近を深川奉行に任命した老中。政治的理由で表立って処罰できない悪党を右近に斬らせ、内密に処理する。右近をはじめとする奉行所の面々は「稲葉のじいさん」と陰口を叩くこともあるが、強く信頼しており命がけで守る。画面に登場する時間こそ比較的少な目だが、破れ奉行の活動にはある意味欠かせない重要な人物である。
向井将監：若林豪（第1話、第5～8話、第14～16話ほか）
幕府御船手組組頭。深川へやってきたばかりの右近が賊に襲われた際に助太刀し、以後昵懇の仲となる。凄腕の剣の使い手。右近とは違い堅物で融通が利かないが、互いに信頼しあっている。おきた目当てで難波屋には足繁く通っていたが、第1話で右近を難波屋に連れて行った為、すぐ右近に取られてしまった。登場当初のみ総髪で第5話以降は月代の武家髷になる。
おとよ：ミヤコ蝶々
右近の乳母。右近とは「ボン」「ばあや」と呼び合っている。独身の右近への食事や身の回りの世話をしており、右近も頭が上がらない。時折、街中で無関係の事件に巻き込まれる（偶々出会った子供と一緒に拉致されたりなど）こともあるが、持ち前の気丈さで乗り切る。難波屋に入り浸る右近や、だらしない奉行所の面々を口やかましく叱り付けたりするので周囲からは疎ましくも思われているが、時に鋭い発言や的確な行動を取ったり、皆に食事などを振る舞うなど、意外に頼りにされているところもある。
嶋屋宇兵衛：大友柳太朗（第5話から）
口入屋の主人だが、実は深川界隈を取り仕切る大親分で裏社会にも絶大な影響力を持つ。なかなかの大人物で右近も一目置く。おきたの父であり、「惚れた男ひとり、モノにできねえのか」と、おきたと右近との関係に気をもむ男親でもある。

## 歴史との関連
史実との関連性は基本的に希薄だが、実際の歴史に着想を得たと思われる事項が若干存在する。
- 「深川奉行所」「深川奉行」という役所や役職は架空のものだが、本所および深川においては当該地区を管轄する（つまり、本作品における深川奉行と同様の役割を持った）役職として「本所奉行」が存在した時期があった。なお、本所奉行の設置は両国橋開通翌年の万治3（1660）年からで、正徳3（1713）年には江戸町奉行へ業務を移管する形で廃止されており、奉行職の設置から廃止に至る流れは本作品の設定と類似している。
- 若林豪演ずる船手頭・向井将監は実在の人物で、向井正綱の子孫である。「将監」とは世襲名（百官名）で、本作品にて登場したのは三代ないし四代目の将監に相当する。
- 老中・稲葉越中守は架空の人物であるが、同時期に老中・稲葉丹後守正通が実在している。
- 江戸期に活躍した浮世絵師の喜多川歌麿が「難波屋おきた」の肖像画を多数発表している。難波屋おきたは、本作品の設定時期とは異なるものの安永～寛政期に実在したとされ、浅草寺近くの茶屋で働く若い女性従業員だったという。

## スタッフ
- 企画：中岡潔治
- 協力：生田スタジオ
- プロデューサー：勝田康三(テレビ朝日)、菜穂進
- 脚本：津田幸於（11回）、池田一朗（同）、櫻井康裕（4回）、田代淳二（3回）、土橋成男（2回）、安倍徹郎（同）、浅間虹兒（同）、笠原和夫（1回）、武末勝（同）、田上雄（同）、鈴木兵吾（同）、今村文人（同）
- 音楽：いずみたく
- ナレーター：羽石誠
- 殺陣：尾型伸之介、松尾玖治
- 撮影：坪井春樹、森隆吉、村野信明
- 美術：鳥居塚誠一
- 録音：谷村彰、飯島陸夫、本田孜
- 照明：嶋田宣代士、内田皓三
- 編集：阿良木佳弘
- 助監督：菊池昭康、下村優、是沢邦男、長谷川洋、白山一城
- 演技事務：石坂久美男、田原千之右
- 記録：東紀子、久保田民子、徳永絵里子、伊藤溶子、浅附明子、堀北昌子、浅野秀子、竹田宏子、沢田享子
- 製作担当：原田昇
- タイトル：田村繁清
- 衣裳：東京衣裳
- 技髪：川口かつら店
- 装飾：清水公
- 現像：東洋現像所
- 効果：東宝効果集団
- 整音：トリッセンスタジオ
- 装置：東京テレビアート
- 制作協力：三船プロダクション
- 監督：吉川一義（13本）、村山三男（10本）、鹿島章弘（6本）、大洲齋（4本）、宮越澄（3本）、原田隆司（1本）、田中徳三（同）、内出好吉（同）
- 制作：テレビ朝日、中村プロダクション

## 放映リスト（サブタイトルリスト）
| 話数 | サブタイトル             | 放送日        | 脚本              | 監督     | ゲスト出演者 |
| ---- | ------------------------ | ------------- | ----------------- | -------- | --- |
| 1    | 疾風! 斬り捨て御免!      | 1977年 4月5日 | 津田幸於 池田一朗 | 吉川一義 | 睦五郎（鬼頭伝九郎）、潮万太郎（大島屋藤蔵）、山本麟一（徳念）、田中浩（岩崎弥十郎）、戸上城太郎（脇田備中守）、山本由香利（お新）、藤山浩一（源太）、じん弘（八百屋）、大村千吉（彦兵衛）、佐藤京一（軍兵衛）、小美濃節男、松尾玖治、鳴海剛、辻善仁、八幡源太郎                                                               |
| 2    | 血風! 世直し快速船       | 4月12日       | 櫻井康裕          | 吉川一義 | 天津敏（吉田屋）、石橋蓮司（周次）、中山昭二（林帯刀）、田島令子（おちか）、宮口二郎（田崎源十郎）、沖田駿一（六造）、北村大造（千石屋）、杉義一（喜助）、藤吉美加（おはつ）、ひろ新子（娼婦）、保科三良（代貸し）、小美濃節男、西盛有一、西田勇三、本田昭夫、八幡源太郎                                                       |
| 3    | 無情! 人斬り河岸         | 4月19日       | 櫻井康裕          | 村山三男 | 伊藤孝雄（伊吹宗四郎）、辻萬長（卯之吉）、須賀不二男（大黒屋勘蔵）、沼田曜一（梶山主膳）、堀勝之祐（政吉）、土方弘（源造）、沢井三郎（喜平）、飯島洋美（おちよ）、岩瀬裕美（おもん）、辻伊万里（おかつ）、川口節子、井上利晃、前田尚彦、鬼木泰雄、山本恵子                                                                     |
| 4    | 熱風! 黄金地獄館         | 4月26日       | 土橋成男          | 村山三男 | 尾藤イサオ（喜助）、片桐夕子（おさよ）、亀石征一郎（川辺久四郎）、穂積隆信（升屋伝兵衛）、松下達夫（徳右衛門）、小島三児（庄八）、河村弘二（古賀備中守）、中庸介（紋太）、萩原奈穂美（およね）、福本潤（松造）、中田浩二（陣十郎）、安田隆、松川純子、鳴海剛、八幡源太郎、小笠原まりこ                                         |
| 5    | 暗黒街の紅い花           | 5月3日        | 安倍徹郎          | 吉川一義 | 中野誠也（丸岡）、永井智雄（大野宗忠）、穂高稔（高野重兵衛）、中井啓輔（万吉）、小沢左生子（おりん）、岡部正純（彦造）、森章二（沢井）、三角八郎（門番）、森川公也（辰吉）、吉田豊明（牧原）、大東梁佶（職人）、花原照子（長屋の女）、滝沢双（高井）、宮田洋容（職人）                                                         |
| 6    | 紀州藩を砲撃せよ         | 5月10日       | 池田一朗          | 鹿島章弘 | 御木本伸介（浜村頼母）、岸田森（黒松安之助）、長谷川明男（小暮源太郎）、柳生博（紀伊大納言義光）、松木路子（お園）、山岡徹也（渡海屋正右衛門）、木田三千雄（新八）、三上左京（辰造）、吉田友紀（三太）、曽我廼家一二三（平蔵）、加地健太郎、猪野剛太郎、鬼木泰雄、折尾哲郎、阿部昇二                                           |
| 7    | 復讐! 汐見橋の女         | 5月17日       | 土橋成男          | 鹿島章弘 | 田中明夫（伊勢屋）、奈美悦子（沙織）、川合伸旺（岡部源太夫）、広瀬昌助（治助）、中村時之助（庄兵衛）、小瀬格（永井重定）、仙波和之（松原以蔵）、鈴木和夫（佐吉）、滝義郎（清次郎）、片岡半蔵（喜左衛門）、中島元、酒井郷博、斉藤英雄、峰村銀、橋本菊子                                                                         |
| 8    | 長崎から来た女           | 5月24日       | 池田一朗          | 宮越澄   | 赤座美代子（鶴次）、和崎俊哉（脇田大和守）、大村文武（鳥飼平蔵）、伊達三郎（長崎屋宗兵衛）、沢かをり（小いな）、堺左千夫（大村屋）、福岡正剛（五島屋）、高瀬博子（おりん）、蟹沢良恵（肥前屋）、日野道夫（八助）、八幡源太郎、田中加奈子、小美濃節男、鳴海剛、折尾哲郎                                                         |
| 9    | 暗黒街のふたり           | 5月31日       | 安倍徹郎          | 吉川一義 | 森次晃嗣（友三郎）、島田順司（伝次）、田口計（石見半蔵）、武藤章生（多助）、晴海勇三（土田）、内田勝正（政吉）、目黒幸子、加藤茂雄、辻善仁、田辺洋、蟹沢良恵、鶴静夫、福留幸夫、門脇三郎、築地博 |
| 10   | 愛と憎しみの挽歌         | 6月7日        | 津田幸於          | 吉川一義 | 淡島千景（小扇）、佐野厚子（お新）、北原義郎（神山刑部）、原田清人（矢崎又五郎）、森山周一郎（関沢伝十郎）、横森久（西国屋）、山本昌平（磯貝虎之助）、種谷アツ子（お市）、藤裕子（お春）、岩城力也（佐平次）、大東梁佶、鶴静夫、竹井亮介、千代田弘                                                                             |
| 11   | 地獄の仕掛花火           | 6月14日       | 櫻井康裕          | 大洲齋   | 久富惟晴（戸叶兵馬）、柴田侊彦（佐吉）、勝部演之（生駒惣兵衛）、高桐真（樋口邦興）、黒部進（島崎）、呉恵美子（お咲）、坂東太三郎（弥助）、橋本仙三、音羽久米子、森田元子、山下勝也、荻野尋、吉山和利、川崎徹、鶴静夫、新垣喜啓                                                                                                 |
| 12   | 悲愁! 八千両の鈴         | 6月21日       | 田代淳二          | 大洲齋   | 山本紀彦（清吉）、今井健二（相沢主膳）、工藤明子（お銀）、ジョーン・シェパード（マリリン）、遠藤真理子（千代菊）、五味龍太郎（戸村源之丞）、千波丈太郎（松田軍八）、梅津栄、花原照子、ジャック・ローランド、池田鴻、那須のり子、鶴静夫、川崎徹、吉山和利、福留幸雄                                                             |
| 13   | 人買い! 女地獄船         | 6月28日       | 櫻井康裕          | 宮越澄   | 北上弥太郎（喜多見弥之亟）、小林重四郎（白銀屋）、森川公也（辰吉）、石山雄大（芳松）、中村時之介（兼吉）、伊吹新（軍造）、灰地順（伝七）、安田隆（中富哲三郎）、八幡源太郎（七兵衛）、北構みな子（おちか）、丸山秀美（お新）、内田佳昭、小美濃節男、鳴海剛、蟹沢良恵、折尾哲郎                                                 |
| 14   | 河童のわび証文           | 7月5日        | 池田一朗          | 村山三男 | 天地総子（房枝）、小栗一也（間柄但馬）、潮万太郎（升屋金兵衛）、木村理恵（お雪）、曽我廼家一二三（五平）、江幡高志（三太）、真家宏満（間柄新之助）、市川好郎（山室兵太郎）、川辺久造（五利又兵衛）、藤江リカ（お玉）、福崎和宏（五利武平）、森大河（黒住大五郎）、梅沢昇（山室兵庫）、杉義一、小笠原まり子、大野雄二、藤山浩二 |
| 15   | 深夜の水門大爆破         | 7月12日       | 津田幸於          | 村山三男 | 石山律雄（山崎市之進）、中山昭二（朝倉外記）、市毛良枝（お袖）、八名信夫（玄蕃）、武藤英司（甲州屋伝蔵）、清川新吾（弥造）、水上竜子（おえん）、市村昌治（辰吉）、小林勝彦（堀田源十郎）、根岸一正、倉沢満雄、吉山和利、川口節子、川崎徹、福留幸雄、辻善仁、中島毅士、鶴静夫                                                   |
| 16   | 隼人よ静かに死ね         | 7月19日       | 池田一朗          | 村山三男 | 村地弘美（お夏）、伊沢一郎（岩下又左衛門）、大村文武（川田安兵衛）、八木昌子（お邦）、高野真二（柳田市之進）、夏木章（茂平）、橋本仙三（升井大造）、田原千之右、鶴静夫、川崎徹、高杉良、吉山和利、本田昭夫、大島光幸、渡辺真六、渡辺啓二                                                                                       |
| 17   | 斬込め! 大名行列         | 7月26日       | 池田一朗          | 村山三男 | 江波杏子（弁天のおえん）、川合伸旺（山城兵庫）、青山良彦（諏訪因幡守）、中村竜三郎（鳥越仁左衛門）、冷泉公裕（三太）、天王寺虎之助（閻魔の半助）、岡部正純（長吉）、沖田駿一（山吉）、大木正司（平造）、吉山和利、鶴静夫、渡辺啓二、本田昭夫、川崎徹                                                                           |
| 18   | 炎の女囚狩り             | 8月2日        | 浅間虹兒          | 吉川一義 | 松平純子（お涼）、富山真沙子（お銀）、絵沢萠子（お由良）、森川千恵子（お鈴）、高木二朗（榊原忠保）、藤堂陽子（お甲）、安田隆（源造）、岸俊也（辰次）、杉義一（仙右衛門）、並木静夫、竹内靖、椎名祥子、石居麻美、杉山裕子、川崎徹、吉山和利、鶴静夫、荒川ヒロ                                                                   |
| 19   | 怨花 夜霧のお竜          | 8月9日        | 津田幸於          | 吉川一義 | 大滝子（お竜）、沼田曜一（関根監物）、田中浩（矢崎長五郎）、早川雄三（長崎屋辰蔵）、増田順司（弥兵衛）、小野川公三郎（峰吉）、里木佐甫良（仁平）、北町嘉朗、村国守平、五十嵐五十鈴、大山いづみ、井澤明子、吉山和利、本田昭夫、高杉良、川崎徹                                                                                   |
| 20   | 幕府海軍 異状あり        | 8月16日       | 池田一朗          | 原田隆司 | 蟹江敬三（伝助）、二本柳俊衣（おつや）、菅貫太郎（山上又右衛門）、木村元（矢沢久太夫）、井上博一（青木六郎太）、薗千雅子（お新）、新海百合子（おくに）、山下勝也（石井八兵衛）、大川義幸（三太）、安田洋子（お浜）、平松慎吾（長五郎）、石井善子、鈴木康弘、中島毅士、西条満、加藤茂雄                                         |
| 21   | 暗黒街の白い罠           | 8月23日       | 津田幸於          | 鹿島章弘 | 佐野厚子（お市）、酒井修（常吉）、北上弥太朗（矢崎外記）、山岡徹也（加納屋伝兵衛）、浜田寅彦（磯山兵部）、天野新士（山岡軍蔵）、中田博久（武七）、晴海勇三（林田佐十郎）、庄司永建（野田屋）、高杉良、田村厳、斉藤弥生、矢沢裕紀、鳴海吾郎                                                                                     |
| 22   | 死神が乗った流人船       | 8月30日       | 笠原和夫          | 宮越澄   | 仲谷昇（川村道斉）、長谷川哲夫（村上鉄之助）、藤岡重慶（神谷主水助）、松木路子（志乃）、金井進二（源太）、中庸介（青木重四郎）、牧よし子（お杉）、灰地順（神保庄八）、大東梁佶（馬蔵）、岩永一陽（新太郎）、北村大造（呑天）、須賀隆史、西条満、鶴静夫、福留幸夫、松丸登志乃                                                   |
| 23   | 佐賀町河岸の女           | 9月6日        | 津田幸於          | 大洲齋   | 波乃久里子（お島）、長谷川明男（伊佐吉）、戸上城太郎（黒田大膳）、有馬昌彦（東国屋伝兵衛）、森章二（辰次）、伊達三郎（木崎倉之助）、近藤準（増田屋徳兵衛）、鈴木政晴（庄太）、山田昌石（市助）、田原千之右（中森伊十郎）、折尾哲郎、川崎徹、辻善仁、鶴静夫、渡辺真六                                                           |
| 24   | 片道手形は死の匂い       | 9月13日       | 武末勝            | 田中徳三 | 御木本伸介（黒羽大膳）、勝部演之（流鬼十郎）、須賀不二男（上州屋庄兵衛）、大前均（権次）、村松克己（文吉）、樋浦勉（政吉）、宇南山宏、岩城睦子、川崎徹、竹内靖、辻善仁、鶴静夫、渡辺真六、西条満、折尾哲郎 |
| 25   | 闇に消えた三億両         | 9月20日       | 田代淳二          | 吉川一義 | 上原ゆかり（お雪）、小鹿番（仁助）、潮万太郎（三好屋利兵衛）、加賀邦男（田島備前守）、中村孝雄（幸吉）、団巌（文蔵）、宮田羊容（藤兵衛）、吾桐芳雄、田辺洋、鶴静夫、だるま二郎、高杉良、本田昭夫、川崎徹、渡辺敬二、折尾哲郎                                                                                                   |
| 26   | 仁義なき暗黒街           | 9月27日       | 浅間虹兒          | 鹿島章弘 | 藤巻潤（政五郎）、本阿弥周子（おしの）、嵯峨善兵（戸田玄斉）、小林重四郎（龍門の徳蔵）、黒部進（丑松）、稲吉靖司（半次）、北九州男、柿木恵至、西条満、鶴静夫、折尾哲郎 |
| 27   | ペルシャ猫の女王         | 10月4日       | 池田一朗          | 吉川一義 | 金田龍之介（山際紋十郎）、小松方正（大文字屋仁兵衛）、桑山正一（甚兵衛）、左右田一平（伊勢屋徳兵衛）、上田忠好（忠助）、立原博（安吉）、堺左千夫（平助）、森みつる、辻善仁、鈴木輝江、曽田博彰、湯川ひとみ |
| 28   | 二十五年目の父子唄       | 10月11日      | 津田幸於          | 吉川一義 | 目黒祐樹（猪之吉）、桂小金治（弥兵衛）、中山昭二（堀田刑部）、幸田宗丸（越後屋勘兵衛）、森山周一郎（島崎東十郎）、末次美沙緒（おりん）、宮口二郎（本間太三郎）、吉田豊明、木之本恵美、宇乃壬麻、桜井浩子 |
| 29   | 裏切りの暗黒街           | 10月18日      | 田上雄            | 村山三男 | 浜田光夫（伊三郎）、北原義郎（松平左馬之介）、内田勝正（辰吉）、南道郎（久七）、大東梁佶（松前屋）、江幡高志（弥之吉）、松木聖（おしま）、逗子とんぼ（長次）、早川かおる（おちよ）、山田禅二（太兵衛） |
| 30   | 必殺! 琉球おんな拳法     | 10月25日      | 津田幸於          | 村山三男 | 沢村藤十郎（源七）、上原美佐（お秀）、名和宏（栗林典膳）、多田千香（李花）、小林昭二（伊吹辰五郎）、見明凡太朗（徳兵衛）、伊達三郎（倉田軍蔵）、石橋雅史（慶良間竜元）、人見きよし（但馬屋伴助）、市村昌治（弥吉）、種谷アツ子（お京）、大和田進（常造）、川崎徹、乙井幸子、鶴静夫、西条満、折尾哲郎                           |
| 31   | 暗黒街の悪の花           | 11月1日       | 鈴木兵吾          | 鹿島章弘 | 睦五郎（桐谷洗蔵）、北林早苗（おるい）、宇南山宏（鳥居要介）、安田隆（河上左次馬）、中田博久（堂上重兵衛）、倉島襄（覚三郎）、千代田弘（市左衛門）、田村巌（紋次）、小沢章治（伝助）、川崎徹、本田昭夫、渡辺真六、田中加奈子、折尾哲郎                                                                                         |
| 32   | さすらいの異人花         | 11月8日       | 津田幸於          | 内出好吉 | 長門勇（尾形新兵衛）、ジャネット八田（理沙）、佐竹明夫（米沢監物）、小堀阿吉雄（時津屋甚助）、綾川香（黒崎源之介）、田原千之右（島田塔十郎）、岸俊也（弥吉）、花原照子、西条満、川崎徹、鶴静夫、千代田弘 |
| 33   | 深川奉行危機一髪!        | 11月15日      | 池田一朗          | 吉川一義 | 成田三樹夫（反町中納言）、加藤和夫（各務甚左衛門）、楠田薫（お加代）、山本清（紺野）、石山葎雄（市田）、片岡五郎（松井）、鈴木政晴（新吉）、千波丈太郎（弥助）、滝川潤、折尾哲郎、西条満、川崎徹、並木静夫 |
| 34   | 難波屋おきたが二人いた!  | 11月22日      | 今村文人          | 吉川一義 | 風見章子（お政）、早川保（内藤平四郎）、田中浩（片桐）、小沢左生子（おりん）、大宮幸悦、築地博、高瀬博子、夏木順平、大島光幸、佐々木綾子、佐々木結花、津川晋一、折尾哲郎 |
| 35   | 闇に散った怨み花         | 11月29日      | 田代淳二          | 大洲齋   | 西沢利明（鉄次郎）、赤座美代子（秀若）、クロード・ピカソ（クロード）、ジュリー・コワラスカ（シルビア）、武藤英司（岩村弾正）、堀越節子（お時）、川辺久造（榊原源十郎）、大東梁佶、片山滉、松本敏男、中庸介、じん弘、池上臣也、折尾哲郎、福留幸夫、秋元羊介                                                                     |
| 36   | 待伏せ! 老中暗殺         | 12月6日       | 津田幸於          | 鹿島章弘 | 中野誠也（秋月弥平太）、天地総子（房枝）、稲葉義男（酒井丹波）、藤木敬士（下条周五郎）、横森久（朝倉主水）、高城淳一（上州屋勘兵衛）、大関優子（お袖）、杉義一（常吉）、晴海勇三、東静子、折尾哲郎、渡辺真六、阿部昇二 |
| 37   | 梅の一八三三の女         | 12月13日      | 津田幸於          | 村上三男 | 有川博（吉沢倉之助）、二宮さよ子（駒勇）、中村時之介（岡村大膳）、木村元（本田儀十郎）、中村竜三郎（越前屋辰蔵）、遠藤剛（山崎幸太夫）、鈴木和夫（紋次）、夏木章（佐兵衛）、大木正司（黒木軍之助）、倉沢満夫、川崎徹、本田昭夫、西条満、鶴静夫、渡辺啓二、渡辺真六、高杉良、折尾哲郎                                           |
| 38   | 深川奉行危機一髪 PART-II | 12月20日      | 池田一朗          | 村上三男 | 新克利（正木清左衛門）、下元勉（正木弦斉）、御木本伸介（浜野主殿頭）、小林重四郎（三崎屋長兵衛）、佐藤和男（青木弥兵衛）、可知靖之（元山太兵衛）、都家歌六、門脇三郎、夏木順平、丹呉年克、山田昌石、本田昭夫、川崎徹、西条満、折尾哲郎                                                                                         |
| 39   | さらば! 破れ奉行         | 12月27日      | 池田一朗          | 吉川一義 | 森次晃嗣（松蔵）、織本順吉（喜助）、山本麟一（角右衛門）、中山昭二（松平山城守）、細川俊夫（又兵衛）、中井啓輔（森川和泉守）、末次美沙緒（お勢）、浅野進治郎（源兵衛）、伊吹新太郎、武田洋和、吉田豊明、岩城睦子、千波丈太郎                                                                                                   |